# Балагански степи
Балага̀нските степи (на руски: Балаганские степи) е издигната (450 – 650 m) пресечена равнина, явяваща се северен участък на Иркутско-Балаганската лесостеп в южната част на Иркутска област, Русия.
Разположена е на широките леви надзаливни тераси на река Ангара и в междуречието на нейните леви притоци Унга и Залари, между селещата от градски тип Балаганск на изток и Тирет на запад. Почвите са черноземни, ливадно-карбонатни рендзини, развити върху льосова покривка. Ливадните степи в голямата си част са превърнати в обработваеми земи. Възвишенията и склоновете със северна експозиция са покрити с борови и брезови гори. Силно развити карстови форми.

## Топографска карта
- N-48-В, М 1:500 000[2]